# Saison 2008 de l'équipe cycliste Scott-American Beef
La saison 2008 est la cinquième année d'activité de l'équipe cycliste Scott-American Beef. Nommée Saunier Duval-Scott en début d'année, elle a changé d'appellation en raison du départ du sponsor Saunier Duval, consécutif au contrôle positif du leader Riccardo Riccò lors du Tour de France, ainsi que le licenciement de Leonardo Piepoli. Tous deux avaient remporté respectivement deux et une étapes de montagne lors de cette épreuve. Ricco s'est également classé deuxième du Tour d'Italie au printemps. Cette affaire de dopage a perturbé la fin de saison de l'équipe et mis en doute son existence. Elle change de nom en 2009 avec l'arrivée de nouveau sponsors.

## Effectif

### Coureurs
| Cycliste                         | Date de naissance | Nationalité | Équipe 2007      |
| -------------------------------- | ----------------- | ----------- | ---------------- |
| Raúl Alarcón                     | 25.03.1986        | Espagne     |                  |
| Raivis Belohvoščiks              | 21.01.1976        | Lettonie    |                  |
| José Alberto Benítez             | 14.11.1981        | Espagne     |                  |
| Rubens Bertogliati               | 09.05.1979        | Suisse      |                  |
| Iker Camaño                      | 09.05.1979        | Espagne     |                  |
| David Cañada                     | 11.03.1975        | Espagne     |                  |
| Eros Capecchi                    | 13.06.1986        | Italie      | Liquigas         |
| Ermanno Capelli                  | 09.05.1985        | Italie      | Néoprofessionnel |
| Juan José Cobo                   | 11.02.1981        | Espagne     |                  |
| David de la Fuente               | 04.05.1981        | Espagne     |                  |
| Jesús del Nero Montes            | 16.03.1982        | Espagne     |                  |
| Arkaitz Durán                    | 18.05.1985        | Espagne     |                  |
| Alberto Fernández de la Puebla   | 17.09.1984        | Espagne     |                  |
| Denis Flahaut                    | 28.11.1978        | France      | Jartazi          |
| Ángel "Litu" Gómez Gómez         | 13.05.1981        | Espagne     |                  |
| José Ángel Gómez Marchante       | 30.05.1980        | Espagne     |                  |
| Hector González                  | 16.05.1986        | Espagne     | Néoprofessionnel |
| Beñat Intxausti                  | 20.03.1986        | Espagne     | Nicola Mateos    |
| Josep Jufré                      | 05.08.1975        | Espagne     | Predictor-Lotto  |
| Rubén Lobato                     | 01.09.1978        | Espagne     |                  |
| Javier Mejías                    | 30.09.1983        | Espagne     |                  |
| Manuele Mori                     | 09.08.1980        | Italie      |                  |
| Luciano André Pagliarini Mendoca | 18.04.1978        | Brésil      |                  |
| Aurélien Passeron                | 19.01.1984        | France      | Acqua & Sapone   |
| Leonardo Piepoli                 | 29.09.1971        | Italie      |                  |
| Riccardo Riccò                   | 01.09.1983        | Italie      |                  |

## Bilan de la saison

### Victoires
Victoires sur le ProTour
| Date       | Course                       | Pays      | Classe | Vainqueur           |
| ---------- | ---------------------------- | --------- | ------ | ------------------- |
| 27/08/2008 | 7e étape de l'Eneco Tour     | Belgique  | PT     | Raivis Belohvoščiks |
| 31/08/2008 | 2e étape du Tour d'Allemagne | Allemagne | PT     | David de la Fuente  |

Circuits continentaux de cyclisme
| Date       | Course                                     | Pays       | Classe | Vainqueur            |
| ---------- | ------------------------------------------ | ---------- | ------ | -------------------- |
| 21/02/2008 | 5e étape du Tour d'Andalousie              | Espagne    |        | Denis Flahaut        |
| 24/02/2008 | 6e étape du Tour de Californie             | États-Unis |        | Luciano Pagliarini   |
| 11/05/2008 | 2e étape du Tour d'Italie                  | Italie     |        | Riccardo Riccò       |
| 17/05/2008 | 8e étape du Tour d'Italie                  | Italie     |        | Riccardo Riccò       |
| 08/06/2008 | 3e étape de la Bicyclette basque           | Espagne    |        | Eros Capecchi        |
| 08/06/2008 | Classement général de la Bicyclette basque | Espagne    |        | Eros Capecchi        |
| 14/07/2008 | 10e étape du Tour de France                | France     |        | Juan José Cobo       |
| 09/08/2008 | 5e étape du Tour de Burgos                 | Espagne    |        | Juan José Cobo       |
| 23/08/2008 | 8e étape du Tour du Portugal               | Portugal   |        | Juan José Cobo       |
| 17/09/2008 | 5e étape du Tour du Mexique                | Mexique    |        | José Alberto Benítez |
| 09/10/2008 | 4e étape du Tour de Chihuahua              | Mexique    |        | Iker Camaño          |

Championnats nationaux
| Date       | Course                                | Pays     | Classe | Vainqueur           |
| ---------- | ------------------------------------- | -------- | ------ | ------------------- |
| 27/06/2008 | Champion de Lettonie contre-la-montre | Lettonie | CN     | Raivis Belohvoščiks |